# Muertes en el río Ilave (2023)
Las muertes en el río Ilave, y denominado por el CCFA como asesinatos de Ilave, se refiere al ahogamiento masivo de miembros del Ejército del Perú que ocurrió el 5 de marzo de 2023 durante la paralización de Puno en las protestas contra la presidente Dina Boluarte.
Se disputa el motivo del porque las víctimas tomaron la fatídica decisión, tanto los manifestantes anti-Boluarte como el Comando Conjunto de las Fuerzas Armadas del Perú (CCFA) se acusan mutuamente de originar el accionar para que los soldados se dirijan al río.

## Contexto

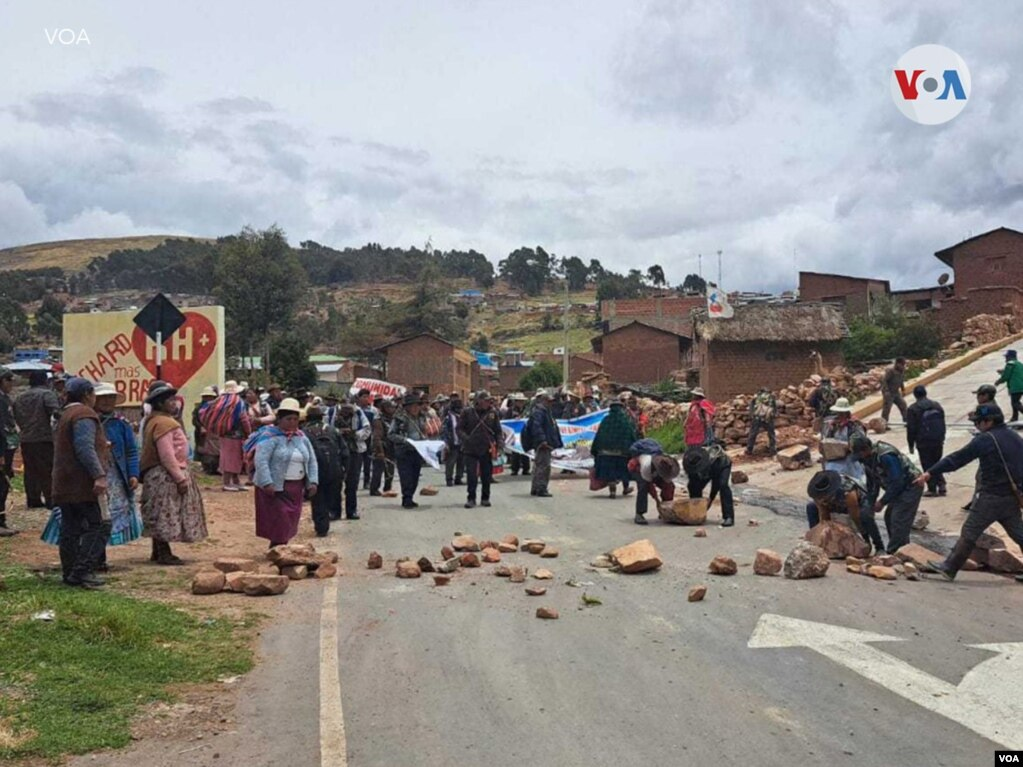
Bloqueo de la carretera a Ilave por manifestantes en enero de 2023.

Los militares acudieron a Juli para mantener el orden durante los enfrentamientos en Juli del 5 de marzo. La población aimara de la ciudad de Ilave también se levantó en protestas y dos patrullas vieron complicado su avance, por lo que decidió retornar a sus cuarteles, pero los manifestantes bloqueaban el puente que pasaba el río y unía a Juli e Ilave, por lo que una orden superior les asignó cruzar el río Ilave.
La patrulla liderada por Josué Frisancho Lazo decidió cruzar el sinuoso cuerpo de agua, que incrementó su caudal por las lluvias de inicio del año, según el Comando Conjunto de las Fuerzas Armadas hubo «atacantes» que «lanzaron piedras» a los militares, y esto forzó que continúen su marcha hasta que el mismo peso de su vestimenta y su armamento les dificultó seguir caminando. Según el diario El Comercio no pocos no sabían nadar.
El general Manuel Gómez de la Torre describe los hechos de la siguiente manera:

Han estado cruzando, nosotros llamamos en cadena, agarrados. El problema se ha suscitado cuando la lluvia de piedras y avellanas y otro tipo de objetos les ha caído en pleno cruce. Eso me lo ha referido la misma tropa y el mismo personal que ha estado cruzando. Ellos son los que han sentido los impactos.

El mismo Gómez reconoce que varios manifestantes acudieron a socorren a los sobrevivientes y a iniciar búsqueda de los desaparecidos. Uno de los sobrevivientes ya en el cuartel general de Puno afirmó que entre «800 a 900 personas» rodearon a los militares y los acosaron para que se metan al río y no permitirles salir.

## Víctimas
Los fallecidos fueron seis, la mayoría cabos, de origen puneño y etnia aimara.
| Fallecidos |
| --- |
| - Carlos Quispe Montalicio (22) - Franz Canaza Cahuaya (20) - Alex Quispe Serrano (19) - Elvis Pari Quiso (19) - Percy Alex Castillo Pongo (19) - Elías Lupaca Inquillas (19) |

Algunos comuneros ofrecieron agua y ropa seca, además de transporte para que sean atendidos en centros médicos. La Capitanía de Puertos de la Marina de Guerra del Perú demoró hasta el 6 de marzo en encontrar los cuerpos de los fallecidos.
Varios altos mandos de las Fuerzas Armadas del Perú reprocharon a los manifestantes, desde Gómez de la Torre, jefe del CCFA, hasta Jhonny León Rabanal, jefe de la Región Militar Sur de Perú. León calificó el accidente de «asesinato» y dijo que los militares también «son hijos suyos».